# فرودگاه آبی لک بوریگارد
فرودگاه آبی لک بوریگارد (به انگلیسی: Lac Beauregard Water Aerodrome) یک فرودگاه خصوصی است که یک باند فرود آب دارد. این فرودگاه در کشور کانادا قرار دارد و در ارتفاع ۴۰۴ متری از سطح دریا واقع شده است.